# Wim Mertens
Wim Mertens, noto anche con lo pseudonimo di Soft Verdict (Neerpelt, 14 maggio 1953), è un compositore, pianista, chitarrista, musicologo e controtenore belga.

## Biografia
Mertens ha studiato Scienze politiche e sociali all'Università Cattolica di Lovanio (laureandosi nel 1975) e musicologia all'Università di Gand; ha anche studiato teoria musicale e pianoforte nei Reali Conservatori di Gand e Bruxelles
Ha iniziato a lavorare alla BRT (Belgian Radio and Television) nel 1978, ricoprendo il ruolo di produttore; su Radio 2, una radio di provincia, producendo concerti di Philip Glass, Steve Reich, Terry Riley, Meredith Monk, Urban Sax e altri e ha condotto un programma chiamato Funky Town insieme a Gust De Meyer (col quale ha registrato un CD sperimentale intitolato For Amusement Only).
Autore di musica contemporanea, legato alle correnti meno sperimentali della musica minimalista e al crossover, ha raggiunto una discreta popolarità nella seconda metà degli anni ottanta quando una sua composizione, Struggle for Pleasure, è stata scelta come colonna sonora della pubblicità che sponsorizzava una regata velica che aveva lo scopo di promuovere una linea di abbigliamento legata al marchio delle sigarette Merit. Il medesimo brano venne utilizzato nel 1987 anche nella colonna sonora del film diretto da Peter Greenaway Il ventre dell'architetto (insieme alla musica di Glenn Branca), e come sigla della serie radiofonica italiana Un racconto al giorno, trasmessa da Radio Due negli anni 80.
Ha pubblicato il libro American Minimal Music, un lavoro dedicato alla scuola statunitense della musica minimalista.
Nel marzo 1998 Mertens è diventato Ambasciatore Culturale delle Fiandre.

## Stile
Conosciuto principalmente come compositore sin dalla fine degli anni settanta, tra le sue musiche più note figura, insieme alla già citata Struggle for Pleasure, anche il brano Maximizing the Audience, composto per il lavoro teatrale The Power of Theatrical Madness di Jan Fabre; tale opera fu presentata per la prima volta nel 1984 a Venezia.
Lo stile di Mertens, benché caratterizzato da una continua evoluzione nel corso della sua prolifica produzione, è riconoscibile per il minimalismo, l'ambient e l'avant-garde, pur mantenendo sempre un forte fondo melodico.

## Discografia
- 1980 - For Amusement Only - The Sound of Pinball Machines
- 1982 - At Home - Not At Home
- 1982 - Vergessen
- 1983 - Close Cover
- 1983 - Struggle For Pleasure
- 1984 - The Power Of Theatrical Madness (single, edizione limitata)
- 1984 - A Visiting Card
- 1985 - Usura
- 1985 - Maximizing The Audience
- 1986 - Close Cover (2)
- 1986 - A Man Of No Fortune, And With A Name To Come
- 1986 - Hirose
- 1986 - Instrumental Songs
- 1987 - Educes Me
- 1987 - The Belly Of An Architect
- 1988 - Whisper Me
- 1988 - After Virtue
- 1989 - Motives For Writing
- 1990 - No Testament
- 1990 - Play For Me
- 1991 - Alle Dinghe Part III: Alle Dinghe
- 1991 - Alle Dinghe Part II: Vita Brevis
- 1991 - Alle Dinghe Part I: Sources of Sleeplessness
- 1991 - Stratégie De La Rupture
- 1991 - Hufhuf (single estratto da Stratégie De La Rupture, include materiale precedente inedito)
- 1991 - Gave Van Niets [Promo] [1994-11]
- 1991 - Gave Van Niets Part IV: Reculer Pour Mieux Sauter [1994-11]
- 1991 - Gave Van Niets Part III: Gave Van Niets [1994-11]
- 1991 - Gave Van Niets Part II: Divided Loyalties [1994-11]
- 1991 - Gave Van Niets Part I: You'll Never Be Me [1994-11]
- 1991 - Jeremiades [1995-04]
- 1991 - Entre Dos Mares [1996]
- 1991 - Lisa [1996-04]
- 1991 - Jardin Clos [1996-10]
- 1991 - As Hay In The Sun [1996-10]
- 1991 - Piano & Voice [1996-12]
- 1991 - Sin Embargo [1997-10]
- 1991 - Best Of [1997-11]
- 1992 - Houfnice
- 1992 - Retrospectives Volume 1
- 1993 - Shot And Echo / A Sense of Place (2 CD, inclusi in unico boxset)
- 1993 - A Sense Of Place
- 1994 - Epic That Never Was
- 1998 - In 3 Or 4 Days (single estratto da Integer Valor, include materiale precedente inedito)
- 1998 - Integer Valor
- 1998 - Integer Valor - Intégrale (3-CD set)
- 1998 - And Bring You Back
- 1999 - Father Damien
- 1999 - Kere Weerom Part III: Decorum
- 1999 - Kere Weerom Part II: Kere Weerom
- 1999 - Kere Weerom Part I: Poema
- 2000 - If I Can
- 2000 - Rest Meines Ichs (single uscito assieme a Der Heisse Brei, non venduto separatamente)
- 2000 - Der Heisse Brei
- 2001 - At Home - Not At Home (2001)
- 2001 - Aren Lezen [Promo]
- 2001 - Aren Lezen Part IV: aRe
- 2001 - Aren Lezen Part III: Kaosmos
- 2001 - Aren Lezen Part II: Aren Lezen
- 2001 - Aren Lezen Part I: If Five Is Part Of Ten
- 2002 - Years Without History Volume 1 - Moins De Mètre, Assez De Rythme
- 2002 - Years Without History Volume 2 - In The Absence Of Hindrance
- 2002 - Years Without History Volume 3 - Cave Musicam
- 2002 - Wim Mertens Moment 13-CD's Boxset featuring Vergessen, Ver-Veranderingen (registrato nel 1981 ma non uscito precedentemente), The Belly Of An Architect, Struggle For Pleasure, Motives For Writing, Maximizing the Audience, Instrumental Songs, If I Can, For Amusement Only, Educes Me, At Home - Not At Home, After Virtue, A Man Of No Fortune, And With A Name To Come
- 2003 - Years Without History Volume 4 - No Yet, No Longer
- 2003 - Skopos
- 2004 - Years Without History Volume 5 - With No Need For Seeds
- 2004 - Shot and Echo/A Sense Of Place (ristampa, include materiale precedente inedito)
- 2005 - Un respiro
- 2006 - Partes Extra Partes
- 2007 – Receptacle
- 2008 – Platinum Collection (3-CD boxset)
- 2008 – L'heure du loup
- 2008 – Years Without History vol. 1–6 (6-CD boxset)
- 2008 – Years Without History Volume 7: Nosotros
- 2009 – Music and Film (3-CD boxset)
- 2009 – The World Tout Court
- 2009 – QUA (37-CD reissue of the complete cycles Alle Dinghe, Gave van Niets, Kere Weerom, Aren Lezen)
- 2010 – Zee Versus Zed
- 2011 – Series of Ands/Immediate Givens (2-CDs, two separate albums released together)
- 2011 – Open Continuum (Tenerife Symphony Orchestra - OST) (2-CDs + 1 DVD)
- 2012 – Struggle for Pleasure / Double Entendre (2-CDs)
- 2012 – A Starry Wisdom
- 2012 – When Tool met Wood
- 2015 – Charaktersketch
- 2016 – What are we, locks, to do?
- 2016 – Dust of Truths
- 2017 – Cran aux Œufs
- 2018 – That Which is Not
- 2019 – Certain nuances expected" (2-CDs + 1 DVD)
- 2019 – Inescapable (4-CD boxset)
- 2020 – The Gaze of the West
- 2022 – Heroides
- 2023 – Voice of the Living